# Восточнобергский диалект
Восточнобе́ргский диалект (нем. Ostbergisch) — обозначение многочисленных нижнефранкских диалектов Бергской земли в Северном Рейне-Вестфалии. На востоке граничит с вестфальским диалектным пространством. Восточнобергский считается переходным и сочетает в себе диалектные особенности южнонижнефранкского, клеверландского и вестфальского.
Сходства восточнобергского и клеверландского и характер их взаимодействия на западе диалектной области позволяют относить его к «нидерландскому варианту». Носители диалекта идентифицируют себя как носители бергского или платского диалекта.

## Распространение
Диалект распространён в узкой полосе восточнее линии Юрдингена, включая Мюльхайм-ан-дер-Рур, Эссен-Верден и большую часть Эссен-Кетвига, Фельберт-Лангенберг, Вупперталь-Эльберфельд, Ремшайд-Люттрингхаузен, Ремшайд-Леннеп, Радеформвальд, Хюкесваген, Випперфюрт, Мариенхайде, Гуммерсбах, Бергнойштадт. Южнее линии Бенрата распространены рипуарские диалекты. От вестфальского восточнобергский отделяется вестфальской линией.